# Zungen-Hahnenfuß
Der Zungen-Hahnenfuß (Ranunculus lingua), auch Großer Hahnenfuß genannt, ist eine Pflanzenart aus der Gattung Hahnenfuß (Ranunculus) innerhalb der Familie der Hahnenfußgewächse (Ranunculaceae). Sie gedeiht in Eurasien an ähnlichen Standorten wie der Brennende Hahnenfuß (Ranunculus flammula), ist aber höher und besitzt größere Blüten.

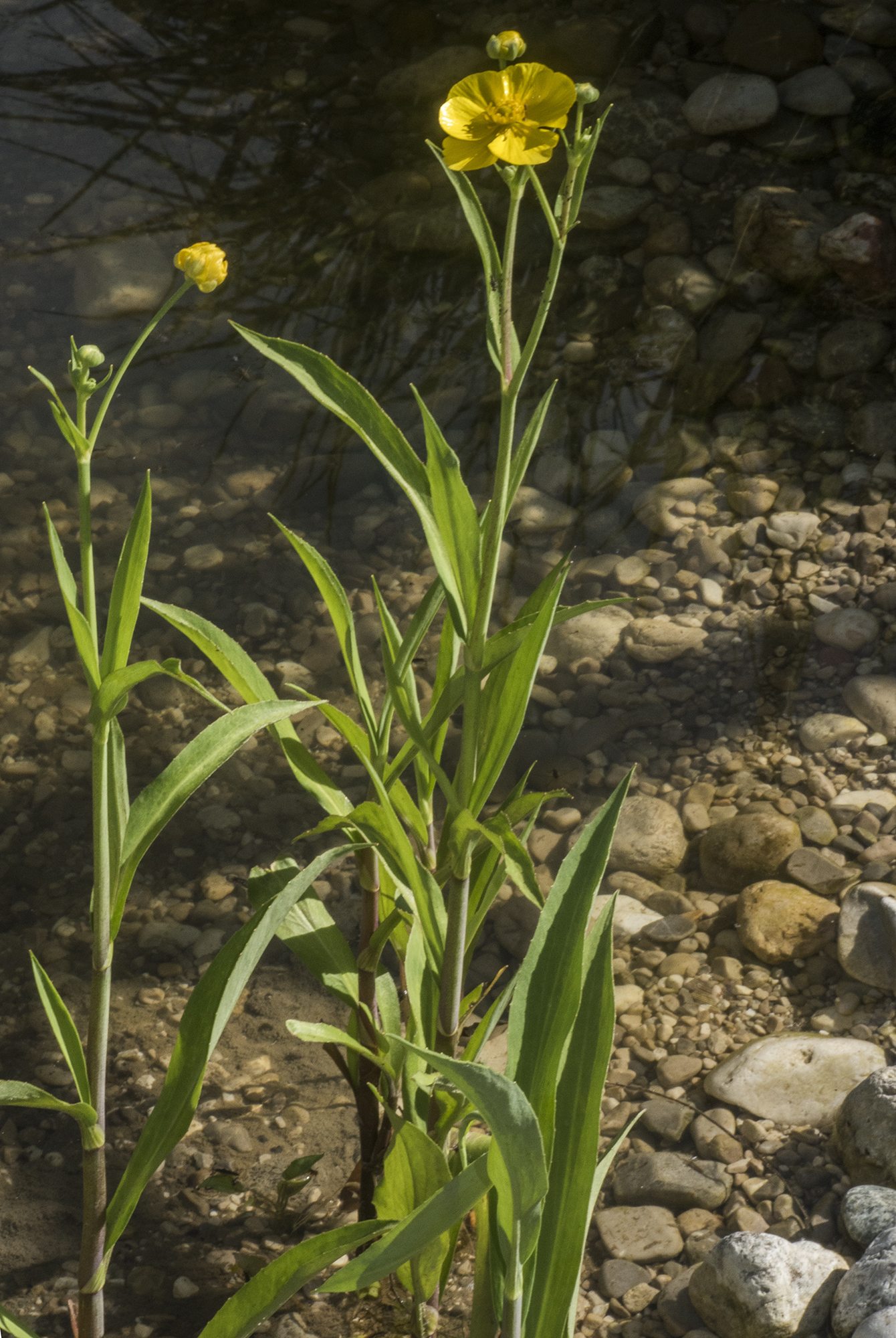
Zungen-Hahnenfuß (Ranunculus lingua)

## Beschreibung

### Erscheinungsbild
Zungen-Hahnenfuß wächst als ausdauernde krautige Pflanze und erreicht Wuchshöhen von meist 60 bis 120 (50 bis zu 150) Zentimetern. Es werden unterirdische Ausläufer gebildet. Der mit einem Durchmesser von 10 mm kräftige, aufrechte, hohle Stängel ist nur im oberen Bereich wenig verzweigt und kahl oder wenig dicht angedrückt behaart. An der Stängelbasis werden Wurzeln gebildet.

### Laubblatt
Die Laubblätter sind grundständig und wechselständig am Stängel angeordnet. Die lang gestielten Grundblätter haben eine eiförmige bis verkehrt-eiförmige Blattspreite mit herzförmiger, stumpfer Spreitenbasis, weisen eine Länge von bis 20 Zentimetern und eine Breite von etwa 8 Zentimetern auf; sie sind zur Blütezeit verwelkt. Die unteren, mit einer Länge von etwa 1,5 Zentimetern kurz gestielten und oberen sitzenden Stängelblätter haben eine Länge von 10 bis 15 Zentimetern und eine Breite von 0,7 bis 2 Zentimetern; sie besitzen eine längliche bis lanzettliche, papierartige Blattspreite mit einer verschmälerten oder gerundeten Spreitenbasis, glattem Blattrand und spärlich drüsig behaarten Blattflächen.

### Blütenstand und Blüte

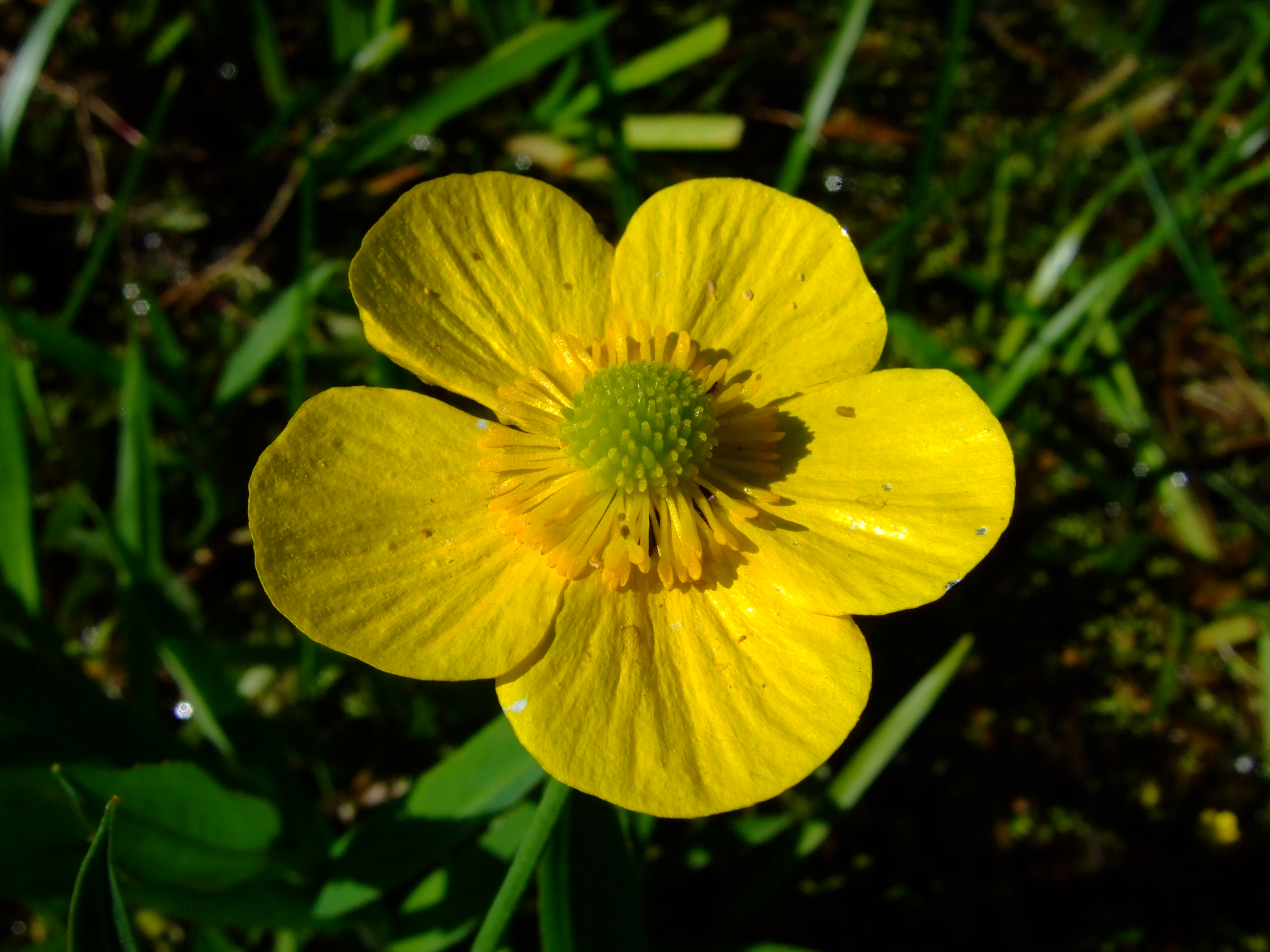
Blüte mit fünf gelben Kronblättern, vielen gelben Staubblättern und vielen grünen Fruchtblättern

Die Blütezeit reicht von Mai bis August. An einem Stängelende befinden sich meist drei bis vier, selten bis zu fünf Blüten in einem schirmrispigen Blütenstand mit laubblattähnlichen Tragblättern. Die Blütenstiele sind 2 bis 13,5 Zentimeter lang.
Die zwittrigen Blüten sind bei einem Durchmesser von 2,7 bis 4, selten bis zu 5 Zentimetern radiärsymmetrisch und fünfzählig. Der Blütenboden (Receptaculum) ist kahl. Die fünf Kelchblätter sind mit einer Länge von etwa 7 mm elliptisch-eiförmig und an der Unterseite angedrückt flaumig behaart. Die fünf freien, glänzend goldgelben Kronblätter sind mit einer Länge von 1,7 bis 2 Zentimetern und einer Breite von 1,4 bis 1,7 Zentimetern fächerförmig-verkehrt-eiförmig mit gestutzter Basis. Die Nektargruppe besitzt keine Schuppe. Es sind viele Staubblätter mit länglichen Staubbeuteln vorhanden. Der haltbare Griffel ist sehr kurz.

### Frucht
Die mit einem Durchmesser von etwa 9 Millimetern breit-eiförmige Sammelfrucht enthält viele Nüsschen. Die kahlen Nüsschen sind mit einer Länge von 2 bis 3 Millimetern und einem Durchmesser von 1,5 bis 1,8 Millimetern verkehrt-eiförmig mit kurzem Schnabel.

### Chromosomensatz
Ranunculus lingua ist hoch polyploid und hat eine Chromosomenzahl von 2n = ca. 112 oder 128.

## Ökologie
Der Zungen-Hahnenfuß ist eine Sumpfpflanze bzw. Schaftpflanze mit unterirdischen Ausläufern. Der Stängel ist in Anpassung an den sauerstoffarmen Standort dick und hohl. Die Bestäuber der vorweiblichen Blüten sind u. a. Fliegen und Käfer. Die Früchte unterliegen der Schwimmausbreitung und der Menschenausbreitung; daher ist der Zungen-Hahnenfuß ein Gartenflüchter und ein Kulturrelikt. Die vegetative Vermehrung erfolgt durch die Ausläufer.

## Vorkommen

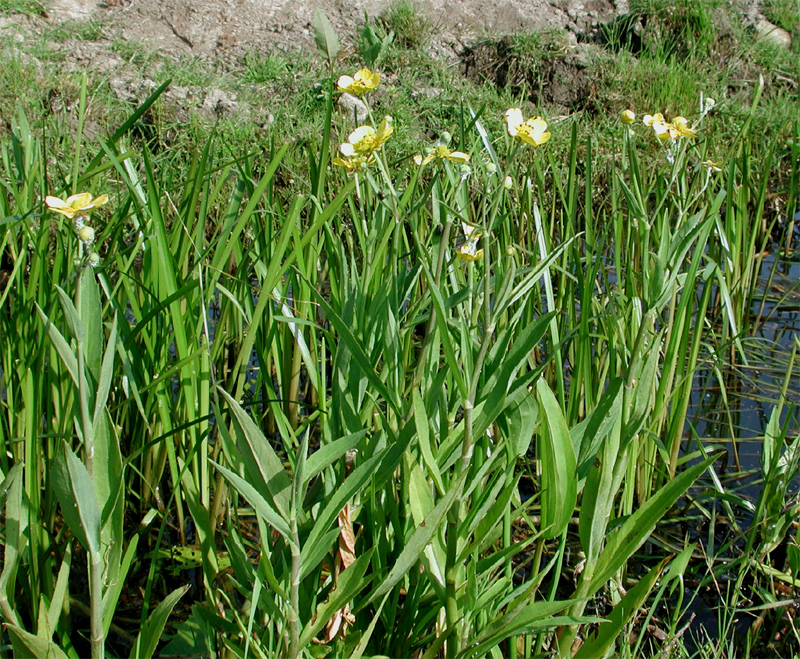
Habitus im Habitat

Zungen-Hahnenfuß ist in Europa, in Kasachstan, im zentralen Xinjiang, in Sibirien, in Westasien, im Kaukasusraum und in Indien verbreitet. In Norddeutschland kommt er zerstreut bis mäßig häufig mit Schwerpunkten in Flussniederungen, sowie im Hügel- und Bergland Mitteleuropas allgemein selten vor. Er gedeiht auf nassen, periodisch überschwemmten, nährstoffreichen Niedermoorböden; z. B. in Sümpfen, Röhrichten, Großseggenrieden, Erlenbruchwäldern, an Ufern träge fließender Gewässer, in Wassergräben. Er ist eine Charakterart des Verbands Phragmition, kommt aber auch in Pflanzengesellschaften des Verbands Magnocaricion vor. Er steigt in den Alpen bis etwa 600 Meter Meereshöhe auf, in der Türkei bis 1400 Meter.
Die ökologischen Zeigerwerte nach Landolt et al. 2010 sind in der Schweiz: Feuchtezahl F = 4+w+ (nass aber stark wechselnd), Lichtzahl L = 4 (hell), Reaktionszahl R = 3 (schwach sauer bis neutral), Temperaturzahl T = 4 (kollin), Nährstoffzahl N = 3 (mäßig nährstoffarm bis mäßig nährstoffreich), Kontinentalitätszahl K = 3 (subozeanisch bis subkontinental).

## Taxonomie
Die Erstveröffentlichung von Ranunculus lingua erfolgte 1753 durch Carl von Linné in Species Plantarum, Tomus I, S. 549.

## Nutzung
Der Zungen-Hahnenfuß wird gelegentlich als Zierpflanze an Gartenteichen verwendet.